# Медаль «Ветеран праці»
Меда́ль «Ветера́н пра́ці» — медаль, державна нагорода СРСР. Введена указом Президії Верховної Ради СРСР 18 січня 1974 року. Автор медалі — художник Поманський.

## Опис
Медаль «Ветеран праці» має форму правильного круга діаметром 34 мм, виготовлена з томпака.
На лицьовому боці медалі на тлі променів, що розходяться, розміщений випуклий напис «СССР» (укр. СРСР), рельєфне зображення лаврової гілки, серпа і молота. У нижній частині по колу — напис «ВЕТЕРАН ТРУДА» (укр. Ветеран праці), нанесений по контурному зображенню стрічки. Лицьовий бік медалі оксидований.
На зворотному боці на світлому матовому тлі — рельєфний напис у чотири рядки «ЗА ДОЛГОЛЕТНИЙ ДОБРОСОВЕСТНЫЙ ТРУД» (укр. За довголітню сумлінну працю).
Медаль «Ветеран праці» за допомогою вушка і кільця з'єднується з п'ятикутною колодочкою, обтягнутою шовковою муаровою стрічкою шириною 24 мм. Стрічка складається з подовжніх смужок: темно-сірого кольору завширшки 7 мм, світло-сірого завширшки 8 мм, трьома вузькими червоного кольору на білому тлі. По краях стрічки — вузькі білі смужки.

## Нагородження медаллю
Медаллю «Ветеран праці» нагороджувалися трудівники народного господарства СРСР за багаторічну бездоганну працю в народному господарстві, галузі науки, культури, народної освіти, охорони здоров'я, державних установах та громадських організаціях, а також робітники, колгоспники і службовці на знак визнання їх трудових відзнак по досягненні трудового стажу, необхідного для призначення пенсії за вислугою років або за віком.
Медаль носиться на лівій стороні грудей, за наявності у нагородженого інших медалей СРСР розташовується після медалі «За доблесну працю у Великій Вітчизняній війні 1941—1945 рр.».
Станом, на 1 січня 1995 року медаллю «Ветеран праці» було нагороджено близько 39 197 100 осіб.

Посвідчення до медалі «Ветеран праці»
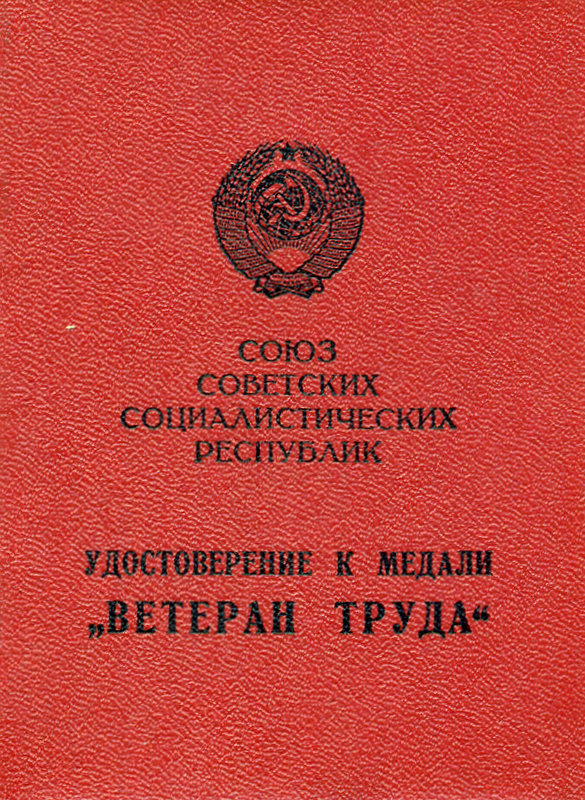
Зовнішній вигляд посвідчення
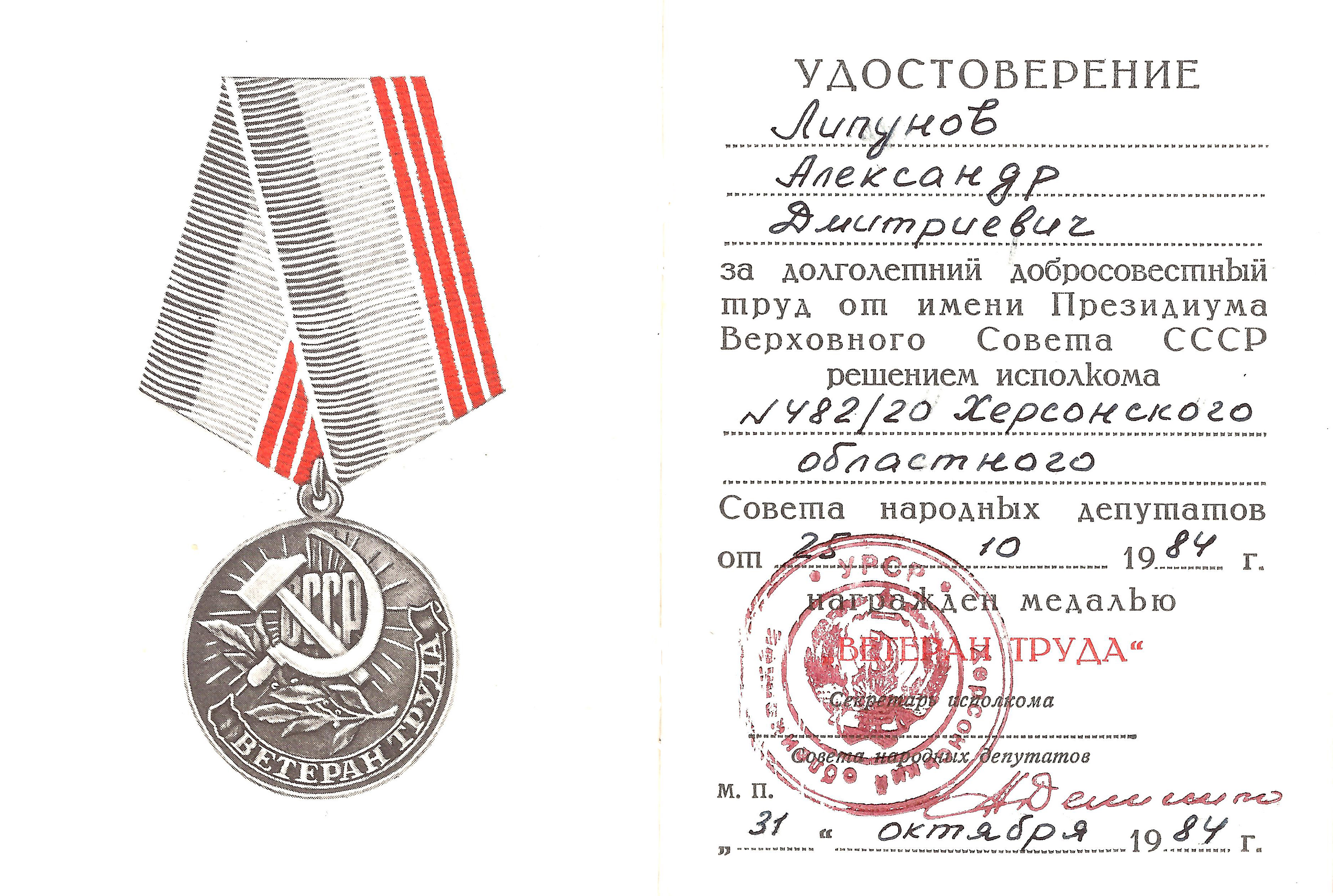
Внутрішній вигляд посвідчення